# 거창 분기점
거창 분기점(居昌分岐點, Geochang Junction, 거창JC)은 경상남도 거창군 남상면 둔동리에 설치될 예정인 광주대구고속도로와 함양울산고속도로가 만나는 분기점이다. 2026년 12월에 개통될 예정이다.

## 역사
- 2017년 6월 19일 : 2026년까지 분기점 신설을 위해 거창군 도시계획시설 교통광장에 남상면 둔동리 일원을 거창 분기점으로 고시[1]

## 구조물 정보
광주대구고속도로 본선과 연결되는 입체 교차로는 Y자형으로, 함양울산고속도로 본선과 연결되는 입체 교차로는 트럼펫형 구조로 되어 있으며, 서운 분기점과 똑같은 형태다.
- 위치 : 경상남도 거창군 남상면 둔동리

## 접속하는 노선

### 광주・대구방면
- 광주대구고속도로

### 함양·울산방면
- 함양울산고속도로